# Världsmästerskapet i futsal 1992
Världsmästerskapet i futsal 1992 (officiellt FIFA Futsal World Championship Hong Kong 1992) spelades i Hongkong 15–28 november 1992, och var den 2:a upplagan av VM i futsal. 16 landslag deltog i slutspelet som bestod av 40 matcher.

## Kvalificerade länder

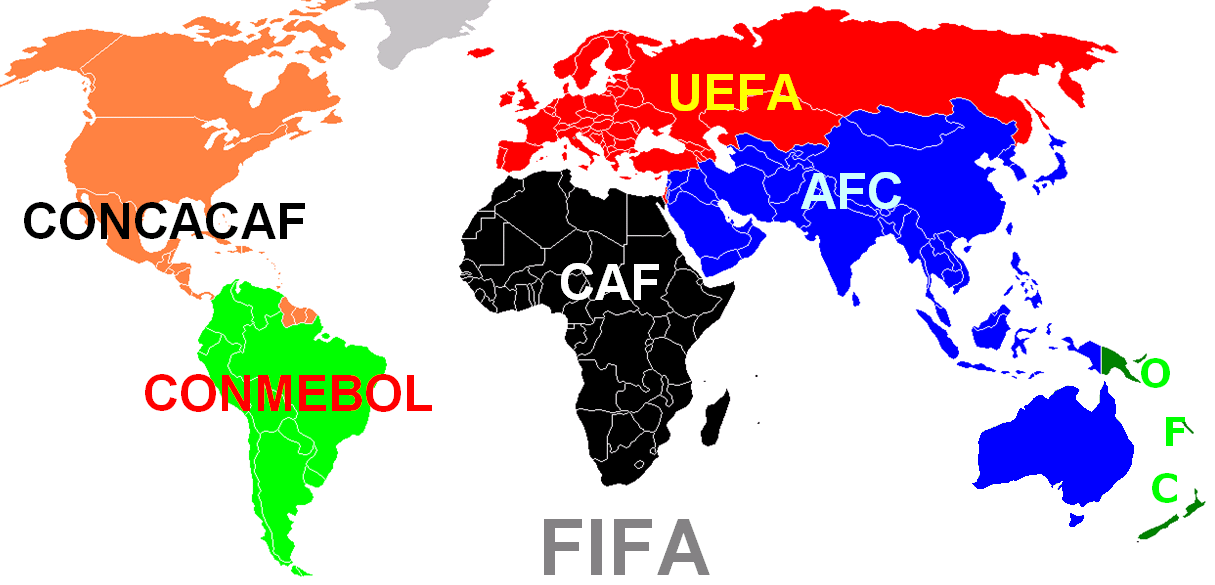
FIFA federationer

| AFC (3) Iran Hongkong Kina CAF (1) Nigeria | CONCACAF (2) Costa Rica USA CONMEBOL (3) Argentina Brasilien Paraguay OFC (1) Australien | UEFA (6) Belgien Italien Nederländerna Polen Ryssland Spanien |  |

## Spelorter
| Hongkong               | Hongkong                | Hongkong          |
| Tsim Sha Tsui, Kowloon | Kowloon Park● ●Coliseum | Hung Hom, Kowloon |
| ---------------------- | ----------------------- | ----------------- |
| Arena: Kowloon Park    | Kowloon Park● ●Coliseum | Arena: Coliseum   |
| Kapacitet: 800         | Kowloon Park● ●Coliseum | Kapacitet: 10 500 |
|                        | Kowloon Park● ●Coliseum |                   |

## Gruppspel

### Omgång 1

#### Grupp A
| Nr | Lag       | S | V | O | F | GM | IM | MS | P |
| -- | --------- | - | - | - | - | -- | -- | -- | - |
| 1  | Argentina | 3 | 3 | 0 | 0 | 11 | 5  | +6 | 6 |
| 2  | Polen     | 3 | 2 | 0 | 1 | 11 | 9  | +2 | 4 |
| 3  | Hongkong  | 3 | 1 | 0 | 2 | 7  | 7  | 0  | 2 |
| 4  | Nigeria   | 3 | 0 | 0 | 3 | 7  | 15 | −8 | 0 |

| Hemma \ Borta | Argentina | Hongkong | Nigeria | Polen |
| Argentina     | —         | 2–1      | 6–2     | 3–2   |
| Hongkong      | —         | —        | 4–1     | —     |
| Nigeria       | —         | —        | —       | —     |
| Polen         | —         | 4–2      | 5–4     | —     |

#### Grupp B
| Nr | Lag           | S | V | O | F | GM | IM | MS | P |
| -- | ------------- | - | - | - | - | -- | -- | -- | - |
| 1  | Iran          | 3 | 2 | 0 | 1 | 8  | 13 | −5 | 4 |
| 2  | Nederländerna | 3 | 2 | 0 | 1 | 7  | 7  | 0  | 4 |
| 3  | Italien       | 3 | 1 | 0 | 2 | 15 | 16 | −1 | 2 |
| 4  | Paraguay      | 3 | 1 | 0 | 2 | 14 | 18 | −4 | 2 |

| Hemma \ Borta | Iran | Italien | Nederländerna | Paraguay |
| Iran          | —    | 7–5     | —             | 10–6     |
| Italien       | —    | —       | —             | 7–5      |
| Nederländerna | 2–1  | 4–3     | —             | —        |
| Paraguay      | —    | —       | 3–1           | —        |

#### Grupp C
| Nr | Lag        | S | V | O | F | GM | IM | MS  | P |
| -- | ---------- | - | - | - | - | -- | -- | --- | - |
| 1  | Brasilien  | 3 | 3 | 0 | 0 | 23 | 1  | +22 | 6 |
| 2  | Belgien    | 3 | 2 | 0 | 1 | 8  | 8  | 0   | 4 |
| 3  | Australien | 3 | 1 | 0 | 2 | 9  | 11 | −2  | 2 |
| 4  | Costa Rica | 3 | 0 | 0 | 3 | 9  | 29 | −20 | 0 |

| Hemma \ Borta | Australien | Belgien | Brasilien | Costa Rica |
| Australien    | —          | —       | —         | 8–6        |
| Belgien       | 2–1        | —       | —         | 6–2        |
| Brasilien     | 3–0        | 5–0     | —         | 15–1       |
| Costa Rica    | —          | —       | —         | —          |

#### Grupp D
| Nr | Lag      | S | V | O | F | GM | IM | MS  | P |
| -- | -------- | - | - | - | - | -- | -- | --- | - |
| 1  | Spanien  | 3 | 2 | 1 | 0 | 18 | 15 | +3  | 5 |
| 2  | USA      | 3 | 2 | 0 | 1 | 18 | 9  | +9  | 4 |
| 3  | Ryssland | 3 | 1 | 1 | 1 | 20 | 16 | +4  | 3 |
| 4  | Kina     | 3 | 0 | 0 | 3 | 7  | 23 | −16 | 0 |

| Hemma \ Borta | Kina | Ryssland | Spanien | USA |
| Kina          | —    | —        | —       | —   |
| Ryssland      | 10–1 | —        | —       | —   |
| Spanien       | 6–5  | 7–7      | —       | 5–3 |
| USA           | 7–1  | 8–3      | —       | —   |

### Omgång 2

#### Grupp E
| Nr | Lag           | S | V | O | F | GM | IM | MS  | P |
| -- | ------------- | - | - | - | - | -- | -- | --- | - |
| 1  | Brasilien     | 3 | 2 | 1 | 0 | 13 | 4  | +9  | 5 |
| 2  | USA           | 3 | 1 | 2 | 0 | 11 | 8  | +3  | 4 |
| 3  | Nederländerna | 3 | 1 | 1 | 1 | 8  | 10 | −2  | 3 |
| 4  | Argentina     | 3 | 0 | 0 | 3 | 5  | 15 | −10 | 0 |

| Hemma \ Borta | Argentina | Brasilien | Nederländerna | USA |
| Argentina     | —         | —         | —             | —   |
| Brasilien     | 5–1       | —         | 6–1           | 2–2 |
| Nederländerna | 4–1       | —         | —             | —   |
| USA           | 6–3       | —         | 3–3           | —   |

#### Grupp F
| Nr | Lag     | S | V | O | F | GM | IM | MS | P |
| -- | ------- | - | - | - | - | -- | -- | -- | - |
| 1  | Iran    | 3 | 3 | 0 | 0 | 10 | 4  | +6 | 6 |
| 2  | Spanien | 3 | 2 | 0 | 1 | 14 | 10 | +4 | 4 |
| 3  | Belgien | 3 | 1 | 0 | 2 | 9  | 10 | −1 | 2 |
| 4  | Polen   | 3 | 0 | 0 | 3 | 4  | 13 | −9 | 0 |

| Hemma \ Borta | Belgien | Iran | Polen | Spanien |
| Belgien       | —       | —    | 4–1   | —       |
| Iran          | 4–2     | —    | 2–0   | 4–2     |
| Polen         | —       | —    | —     | —       |
| Spanien       | 5–3     | —    | 7–3   | —       |

## Utslagsspel

### Semifinaler
|       | #37 – 27 november 1992 | Brasilien                                 | 4 – 1           | Spanien      | Coliseum, Hongkong                                                |                                                                   |
| 20:30 | 20:30                  | Vander 8′ Ortiz 10′ Vander 18′ Vander 36′ | (3 – 0) Rapport | 26′ Vicentin | Publik: 5 500 Domare: Hernan Silva Arce Ass. domare: Lazlo Vagner | Publik: 5 500 Domare: Hernan Silva Arce Ass. domare: Lazlo Vagner |
| 20:30 | 20:30                  |                                           |                 |              | Publik: 5 500 Domare: Hernan Silva Arce Ass. domare: Lazlo Vagner | Publik: 5 500 Domare: Hernan Silva Arce Ass. domare: Lazlo Vagner |
| 20:30 | 20:30                  |                                           |                 |              | Publik: 5 500 Domare: Hernan Silva Arce Ass. domare: Lazlo Vagner | Publik: 5 500 Domare: Hernan Silva Arce Ass. domare: Lazlo Vagner |

|       | #38 – 27 november 1992 | Iran                                      | 2 – 4           | USA                                                         | Coliseum, Hongkong                                                            |                                                                               |
| 18:30 | 18:30                  | Saeid Rajabi Shirazi 17′ Seyed Abtagi 23′ | (1 – 1) Rapport | 13′ Dale Ervine 25′ Dale Ervine 31′ Dale Ervine 35′ Ted Eck | Publik: 5 500 Domare: Carlos Alberto Silva Valente Ass. domare: Vaclav Krondl | Publik: 5 500 Domare: Carlos Alberto Silva Valente Ass. domare: Vaclav Krondl |
| 18:30 | 18:30                  |                                           |                 |                                                             | Publik: 5 500 Domare: Carlos Alberto Silva Valente Ass. domare: Vaclav Krondl | Publik: 5 500 Domare: Carlos Alberto Silva Valente Ass. domare: Vaclav Krondl |
| 18:30 | 18:30                  |                                           |                 |                                                             | Publik: 5 500 Domare: Carlos Alberto Silva Valente Ass. domare: Vaclav Krondl | Publik: 5 500 Domare: Carlos Alberto Silva Valente Ass. domare: Vaclav Krondl |

### Bronsmatch
|       | #39 – 28 november 1992 | Spanien                                                                                       | 9 – 6           | Iran | Coliseum, Hongkong                                                      |                                                                         |
| 18:30 | 18:30                  | Pato 4′ Alvaro 10′ Alvaro 12′ Pato 15′ Carlos 16′ Alvaro 18′ Alvaro 24′ Alvaro 38′ Alvaro 38′ | (6 – 4) Rapport | 1′ Arash Noamooz 5′ Seyed Abtahi 10′ Sadegh Varmazyar 16′ Saeid Rajabi Shirazi 23′ Saeid Rajabi Shirazi 24′ Akbar Yousefi | Publik: 9 000 Domare: Kenneth Wallace Ass. domare: Mohammed Mayelikohan | Publik: 9 000 Domare: Kenneth Wallace Ass. domare: Mohammed Mayelikohan |
| 18:30 | 18:30                  |                                                                                               |                 | | Publik: 9 000 Domare: Kenneth Wallace Ass. domare: Mohammed Mayelikohan | Publik: 9 000 Domare: Kenneth Wallace Ass. domare: Mohammed Mayelikohan |
| 18:30 | 18:30                  |                                                                                               |                 | | Publik: 9 000 Domare: Kenneth Wallace Ass. domare: Mohammed Mayelikohan | Publik: 9 000 Domare: Kenneth Wallace Ass. domare: Mohammed Mayelikohan |

### Final
|       | #40 – 28 november 1992 | Brasilien                                             | 4 – 1           | USA             | Coliseum, Hongkong                                                    |                                                                       |
| 20:30 | 20:30                  | Jorginho 2′ Jorginho 25′ Vander 26′ Manoel Tobias 34′ | (1 – 0) Rapport | 22′ Chico Borja | Domare: Sabino Farina Cespedes Ass. domare: Jorge G. Cantillano Cstro | Domare: Sabino Farina Cespedes Ass. domare: Jorge G. Cantillano Cstro |
| 20:30 | 20:30                  |                                                       |                 |                 | Domare: Sabino Farina Cespedes Ass. domare: Jorge G. Cantillano Cstro | Domare: Sabino Farina Cespedes Ass. domare: Jorge G. Cantillano Cstro |
| 20:30 | 20:30                  |                                                       |                 |                 | Domare: Sabino Farina Cespedes Ass. domare: Jorge G. Cantillano Cstro | Domare: Sabino Farina Cespedes Ass. domare: Jorge G. Cantillano Cstro |

| Världsmästare i FIFA futsal 1992 |
| -------------------------------- |
| Brasilien                        |

## Utmärkelser
Adidas Golden Ball:  Jorginho
Adidas Golden Shoe
1:  Saeid Rajabi Shirazi (16 mål)
2:  Konstantin Eremenko  (15 mål)
3:  Alvaro (11 mål)
FIFA Fair Play award:  USA